# 長命ケ丘東
長命ケ丘東（ちょうめいがおかひがし）は、宮城県仙台市泉区の町丁。郵便番号は981-3211。住民基本台帳に基づく人口は346人、世帯数は157世帯（2025年1月1日現在）。丁目の設定のない単独町名である。住居表示は全域で未実施。旧泉市長命ケ丘東、仙台市長命ケ丘東。

## 地理
長命ケ丘の東隣に位置し、南から西にかけて長命ケ丘、北は古内、東は加茂・上谷刈と接している。七北田丘陵の中北部に位置し、東側には宮城県道264号大衡仙台線が通っている。広義には長命ケ丘ニュータウンに含まれるが、宮城県住宅供給公社が加茂第二として開発した経緯があり、大和ハウス工業が開発した長命ケ丘とは正確には異なっている。
- 丘陵：七北田丘陵

### 地名の由来
長命ケ丘の東にあることから名付けられた。（長命ケ丘の由来については長命ケ丘#地名の由来も参照）

## 歴史

### 年表
- 1981年（昭和56年）～1983年（昭和58年） - 宮城県住宅供給公社が加茂第二として造成を行う。
- 1983年（昭和58年） - 宮城県泉館山高等学校が開校[7]。
- 1988年（昭和63年）3月1日 - 泉市の仙台市編入に伴い仙台市長命ケ丘東となる。
- 1989年（平成元年）4月1日 - 仙台市の政令指定都市移行に伴い泉区が設置され、仙台市泉区長命ケ丘東となる。

## 小・中学校の学区
小・中学校の学区は以下の通りとなる。
| 町丁       | 字・番地 | 小学校         | 中学校         |
| ---------- | -------- | -------------- | -------------- |
| 長命ケ丘東 | 全域     | 長命ケ丘小学校 | 長命ケ丘中学校 |

## 施設・名所・観光スポット

### 公共
- 宮城県泉館山高等学校（長命ケ丘東1）
- 長命ヶ丘東公園（長命ケ丘東8-2）
- 長命ヶ丘三丁目東緑地（長命ケ丘東36外）
- 長命ヶ丘東緑地（長命ヶ丘東43外）
- 長命ヶ丘東集会所（長命ケ丘東8-1）

## 交通

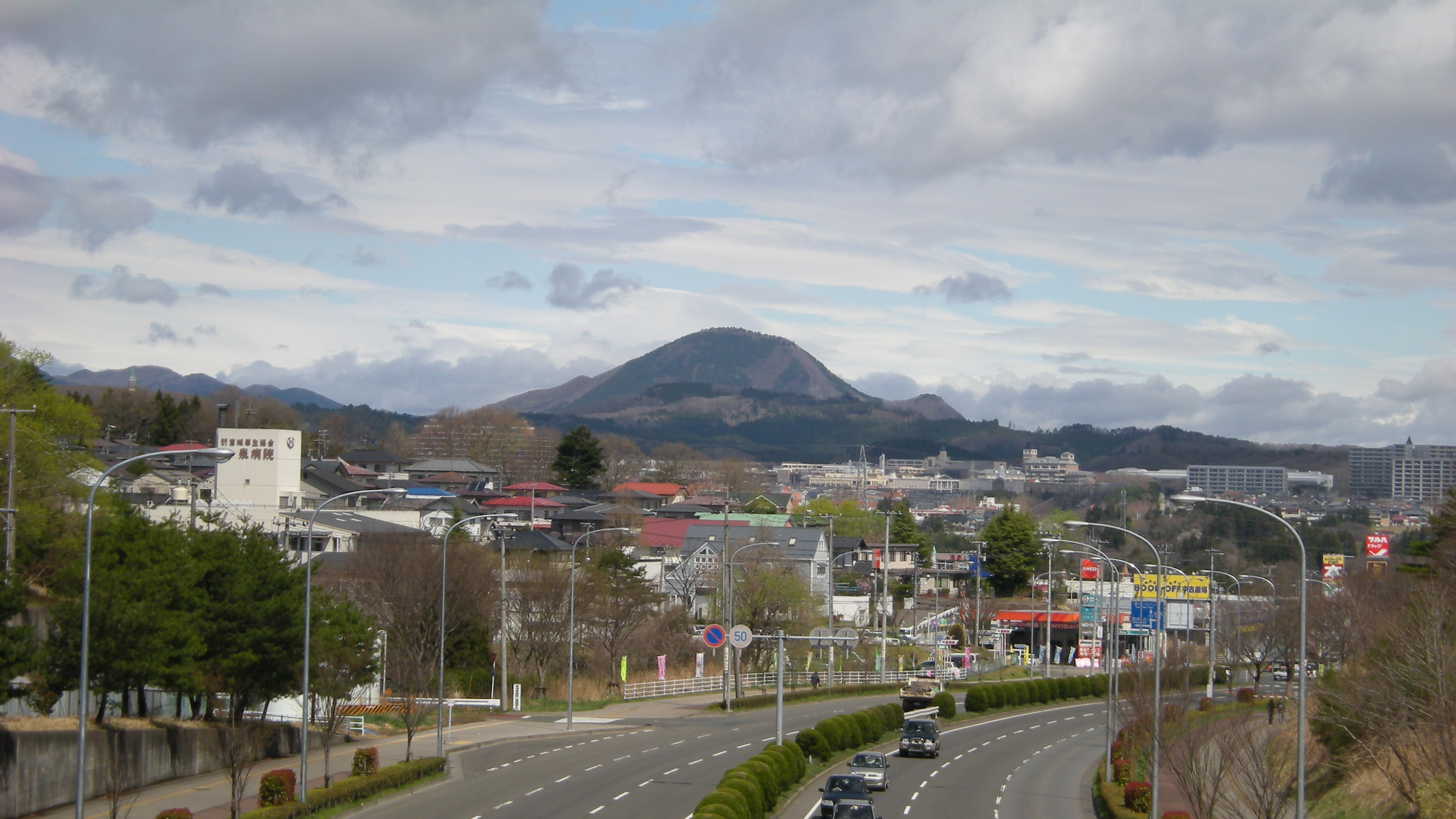
宮城県道264号大衡仙台線。左側が長命ケ丘東。

### 鉄道
- 鉄道駅はない。最寄り駅は仙台市地下鉄南北線の八乙女駅。

### バス
- 宮城交通
  - 長命ヶ丘東 （宮城大学線 / 泉桜ヶ丘線）

### 道路

#### 一般国道
- 宮城県道264号大衡仙台線